# Dušan Lukašík
Dušan  Lukašík (nacido el 28 de mayo de 1932 en Ružomberok, Checoslovaquia y m. 3 de septiembre de 2010 en Ružomberok) es un exjugador eslovaco de baloncesto. Consiguió 3 medallas en competiciones internacionales con Checoslovaquia. Es el hermano de Boris Lukašík.